# Chausie
| Chausie                      | Chausie                       |
| Standard TICA: CU            | Standard TICA: CU             |
| ---------------------------- | ----------------------------- |
| Schulterhöhe                 | 36 bis 46 cm                  |
| Länge                        |                               |
| Gewicht                      | Kater: bis 10 kg Kätzin: Ø kg |
| erlaubte Farben              |                               |
| nicht erlaubte Farben        |                               |
| erlaubte Fellzeichnung       |                               |
| nicht erlaubte Fellzeichnung |                               |
| Liste der Katzenrassen       |                               |

Die Chausie ist eine Kreuzung zwischen Hauskatze und Rohrkatze (Felis chaus). Züchter meinen, dass Chausies bei richtiger Sozialisierung zu treuen Freunden werden. Die Katze hat einen athletischen Körper, lange Beine und ein gebändertes kurzhaariges Fell.

## Entstehung
Seit den 1960er Jahren haben Katzenzüchter zufällig und gezielt Hauskatzen mit eng verwandten Wildkatzen gekreuzt. In Züchterkreisen wird eine heftige Diskussion über die ethische Seite dieser Verpaarung geführt.
1995 wurde die in den USA gezüchtete Chausie offiziell bei der TICA eingetragen.

## Kurzinfos
- Ursprungsort: USA
- Entstehungszeit: Späte 1960er Jahre
- Gewicht: 4,5–10 kg.
- Wesen: Liebenswürdig und anhänglich
- Farbschläge: Braun gebändert, einfarbig schwarz, silber mit Spitzenfärbung

## Körperliche Merkmale
- Kopf: Leicht keilförmig, hohe Wangenknochen, kräftiges Kinn
- Augen: Groß und walnussförmig
- Ohren: Breit im Ansatz, groß, mit Ohrbüscheln
- Körper: Großer rechteckiger Körper mit voller Brust
- Fell: Dicht und kurzhaarig
- Schwanz: Dreiviertellang, reicht gerade bis unter das Sprunggelenk